# Корсе, Монтгомери
Монтгомери Дент Корсе (Montgomery Dent Corse) (14 марта 1816, Александрия, Виргиния, США — 11 февраля 1895) — американский банкир, золотоискатель и военный. Служил генералом армии Конфедерации в годы американской гражданской войны. Командовал полком, затем бригадой в Северовирджинской армии, участвовал в нескольких решающих сражениях.

## Ранние годы
Монтгомери Корсе родился в Александрии, штат Виргиния, в 1816 году. Он был старшим сыном Джона и Юлии Корсе. Окончил военную школу Брэдли Ловэ в Колроссе и школу Бенжамина Хэлловэлла. В детстве был свидетелем приезда в Александрию генерала Лафайета (1825), и участвовал в инаугурации президента Эндрю Джексона в 1829.
Сперва работал с отцом, затем стал капитаном 1-го вирджинского полка в годы мексиканской войны. В 1849 году, в годы «золотой лихорадки» уплыл в Калифорнию, став одним из так называемых «людей 49-го». В 1856 вернулся в Александрию и занялся банковским делом со своими братьями, Джоном и Уильямом Корсе. Через три года стал лейтенантом александрийского ополчения. В 1860 организовал отряд, известный как «Old Dominion Rifles» и стал его капитаном.

## Гражданская война
В начале 1861 года получил звание майора 6-го вирджинского пехотного батальона и вскоре, получив чин полковника, возглавил 17-й вирджинский пехотный полк. Он командовал полком в сражении при Блэкберн-Форд и через несколько дней — в первом сражении при Бул-Ране (хотя и на спокойном участке фронта).
В 1862 году полк Монтгомери прошёл всю кампанию на Полуострове: участвовал в сражениях при Йорктауне, Уильямсберге, Севен-Пайнс и в Семидневной битве. Во время последовавшей после этих сражений Северовирджинской кампании Корсе командовал бригадой Джеймса Кемпера во время второго сражения при Бул-Ране, где он был ранен (временно сдал бригаду Уильяму Терри). Несмотря на ранение, он участвовал в Мэрилендской кампании и был вторично ранен в сражениях у Южной горы(в лицо) и при Энтитеме, возглавляя свой полк во время атак. Раненый в ногу, Корсе какое-то время пролежал на территории, занятой федеральными войсками, но был найден и вынесен с поля боя после атаки бригады Тумбса.
В том сражении полк Корсе захватил два знамени, но к концу боя в строю осталось всего 7 человек.
1 ноября получил чин бригадного генерала и возглавил новосформированную пехотную бригаду. Его бригада вошла в состав дивизии генерала Джорджа Пикетта и приняла незначительное участие в сражении при Фредериксберге.
Корсе 22 ноября 1862 года женился на Элизабет Беверли (1825—1894). У них было четверо детей.
В начале 1863 года в составе Первого корпуса генерала Джеймса Лонгстрита участвовал в экспедиции в юго-восточную часть штата Виргиния и осаде Саффолка, в результате чего не участвовал в сражении при Чанселорсвилле. Во время Геттисбергской кампании бригада Корсе была выделена для обороны Гановер-Джанкшн к северу от Ричмонда (стоявшая там дивизия Пикетта была направлена на усиление Северовирджинской армии). Из-за этого бригада не участвовала ни в геттисбергском сражении, ни в катастрофической атаке Пикета.
Дивизия Пикетта была придана корпусу Лонгстрита и перебрасывалась в Джорджию и Теннессии в конце 1863 года, проводила операции в западной части штата Виргиния. Бригада в составе дивизии участвовала в битве при Нью Берне, Северная Каролина. После сражения при Друрис-Блафф с частями генерала Бенджамина Батлера во время действий на Бермуда-Хандред, бригада наконец-то соединилась с основными силами Северовирджинской армии и приняла участие в сражении при Колд-Харбор и во время осады Петерсберга. На тот момент бригада состояла из пяти вирджинских полков:
- 15-й вирджинский,
- 17-й вирджинский,
- 29-й вирджинский,
- 30-й вирджинский,
- 32-й вирджинский,

После катастрофического поражения в сражении у Файф-Форкс, армия отступила и после сражения при Аппоматтоксе капитулировала. Корсе попал в плен во время сражения при Сайлерс-Крик, которое произошло 6 апреля 1865 года.
После сдачи в плен, генерал Корсе был отконвоирован в Форт Уоррен близ Бостона, штат Массачусетс, в день, когда на президента Линкольна было совершено покушение, Корсе и другие 14 бывших генералов юга избежали насилия со стороны северян, сбежав из лагеря.

## Послевоенная деятельность
После войны он принёс клятву верности Соединенным Штатам (24 июля 1865) и был освобождён из форта Варрен. Позже он вернулся к банкирской деятельности в Александрии (Виргиния) вместе со своими братьями. Он был почётным членом Союза Ветеранов Конфедерации. В 1870 он серьёзно пострадал во время обрушения вирджинского Капитолия в Ричмонде. Через несколько лет он частично потерял зрение. 24 мая 1880 Корсе был почётным гостем — вместе с Фицхью Ли и Джозефом Джонстоном — на открытии монумента Конфедерации в Вашингтоне и в Александрии.
В 1872 году у Корсе начались проблемы со зрением и он перенёс несколько операций на глазах. В итоге он сохранил зрение, но не мог читать и писать.
Монгомери Корсе умер у себя дома в Александрии 11 февраля 1895 года после недолгой болезни. Он и его жена похоронены на городском епископальном кладбище. Его бумаги и военные записки вошли в собрание документов александрийской библиотеки.